# Sesuvium nyasicum
Sesuvium nyasicum là một loài thực vật có hoa trong họ Phiên hạnh. Loài này được (Baker) Gonç. miêu tả khoa học đầu tiên năm 1965.